# Horst Köhler
Horst Köhler (Skierbieszów, Gobierno General; 22 de febrero de 1943-Berlín, 1 de febrero de 2025) fue un economista y político alemán. Desde el 16 de agosto de 2017 hasta el 22 de mayo de 2019 fue enviado personal del secretario general para el Sahara Occidental.
Fue presidente de la República Federal de Alemania desde el 1 de julio de 2004 hasta su dimisión el 31 de mayo de 2010. Ocupó anteriormente el cargo de Director Gerente del Fondo Monetario Internacional durante cuatro años (desde el 1 de mayo de 2000 hasta el 4 de marzo de 2004).

## Biografía
Horst Köhler nació en una familia de granjeros en Skierbieszów (voivodato de Lublin, Polonia), entonces ocupada por la Alemania nazi y por eso perteneciente al llamado Gobierno General, «una suerte de protectorado del III Reich en suelo polaco al que le quedaba apenas un bienio de vida.» Fue el séptimo de ocho hijos de una familia de alemanes de Besarabia, quienes habían vivido en lo que hoy es Rîscani en Moldavia, entonces Ryschkanowka, una colonia alemana que nació en 1860 en la Besarabia (entonces en territorio rumano). Sus padres, alemanes étnicos y ciudadanos rumanos, llegaron a Polonia en 1942 en el marco de la planeada germanización por los nacionalsocialistas. Cuando las tropas alemanas retrocedieron de Polonia, Horst Köhler tenía dos años y la familia huyó a Markkleeberg-Zöbigker, una localidad próxima a Leipzig, en el norte de Sajonia. En abril de 1953, cuando la frontera entre las dos Alemanias todavía estaba abierta, la familia se trasladó a Alemania Occidental y en 1957, tras pasar por varios campos de refugiados, consiguieron rehacer sus vidas en Ludwigsburg, pequeña ciudad al norte de Stuttgart, en Baden-Württemberg.
Después del servicio militar obligatorio, Horst Köhler estudió Economía Política y Ciencia Política (de 1965 a 1969) y en 1969 se licenció en Economía Política por la Universidad de Tubinga, donde después de graduarse trabajó como asistente en el Instituto de Investigación de Economía Aplicada (de 1969 a 1976). Se doctoró en Economía y Ciencias Políticas por la Universidad Eberhard Karls de Tübingen, en 1977.
Se había casado en 1969 con la profesora Eva Luise Bohnet y en 1973 nació su hija. De 1976 a 1986 trabajó en el Ministerio de Economía.
Su incursión en la vida política tuvo lugar en el año 1976, cuando accedió a un puesto en la Dirección General de Políticas del Ministerio Federal de Finanzas, con Otto Graf Lambsdorff al frente del mismo. En esta época el Gobierno estaba en manos del Partido Socialdemócrata (SPD), liderado por Helmut Schmidt. En 1981 Horst Köhler se convirtió en miembro de la Unión Demócrata Cristiana de Alemania (CDU, por sus siglas en alemán).
En 1981, Gerhard Stoltenberg, ministro presidente del estado federado alemán de Schleswig-Holstein, le contrató como asesor económico y financiero, cargo que desempeñó hasta 1982, cuando la alianza entre el Partido Democrático Libre (FDP) y la Unión Demócrata Cristiana se hizo con el Gobierno con Helmut Kohl como nuevo canciller, y Gerhard Stoltenberg fue nombrado ministro de Finanzas. Köhler siguió ejerciendo funciones como asesor, pero ahora dentro del ministerio (de 1982 a 1987). En 1989 dejó de estar al servicio de Gerhard Stoltenberg, al ser éste trasladado para hacerse cargo del Ministerio de Defensa. El nuevo ministro de Finanzas y líder de la Unión Social Cristiana (CSU), Theo Waigel, le mantuvo como su ayudante y poco después se convirtió en secretario de Estado (1990-1993). En 1993 decidió trabajar en el sector privado como presidente de la Asociación Alemana de Cajas de Ahorros (hasta 1998).
Sirvió como asesor del Canciller Helmut Kohl en la preparación de cumbres del G7 y otras conferencias económicas internacionales.
En 1998 fue designado presidente del Banco Europeo para la Reconstrucción y el Desarrollo, puesto que tenía hasta el 2000.
En el 2000, a propuesta de Gerhard Schröder es elegido Director del Fondo Monetario Internacional, sucediendo en el cargo a Michel Camdessus, que había presentado su dimisión el 14 de febrero de ese año. Fue designado para este cargo después de que el primer candidato propuesto por el gobierno alemán, Caio Kai Koch-Weser, fuera rechazado por los Estados Unidos.
El 4 de marzo de 2004, Köhler dimitió de su puesto en el FMI después de haber sido propuesto como candidato de los partidos conservadores y liberal, la CDU, la CSU y el FDP, para suceder a Johannes Rau como presidente de Alemania. Elegido el 23 de mayo de 2004, tomó posesión de su cargo como Bundespräsident el 1 de julio de 2004 para un periodo de cinco años.
El 23 de mayo de 2009 fue reelegido como presidente de Alemania, manteniéndose en el cargo un año más, hasta su dimisión el 31 de mayo de 2010 tras haber sido fuertemente criticado por unas declaraciones que hizo sobre la participación del ejército alemán en Afganistán. La controversia se desató el 22 de mayo de 2010, cuando en una visita a Afganistán, el presidente dio a entender que el despliegue de tropas del Bundeswehr (ejército alemán) en ese país estaba motivado por intereses comerciales, en vez de por razones de seguridad nacional:

"(...) Pero considero que, en general, vamos camino de comprender, incluso de manera amplia entre la sociedad, que un país de nuestro tamaño, con su orientación hacia el comercio exterior y por lo tanto también dependiente del comercio exterior, tiene que ser consciente de que en ciertos casos, en situaciones de emergencia, la intervención militar es necesaria para proteger nuestros intereses; por ejemplo, para asegurar la libertad de las rutas comerciales, o para prevenir la inestabilidad en toda una región, lo que podría tener un impacto negativo en nuestras oportunidades de salvaguardar puestos de trabajo e ingresos a través del comercio. Todo esto debería discutirse y creo que no lo estamos hacienda demasiado mal."

Más tarde aseguró que con sus declaraciones se refería a la lucha contra la piratería en las costas de Somalia, pero al no cesar la polémica, decidió anunciar su renuncia el 31 de mayo de 2010, justificándola por la "falta de respeto" hacia su persona debido a las fuertes críticas que recibió.
El 16 de agosto de 2017 fue nombrado enviado especial de la ONU para el Sáhara Occidental, sucediendo a Christopher Ross, que abandonó el cargo tras ocho años. En mayo de 2019 se anunció la dimisión de Köhler como enviado de la ONU para el Sáhara por motivos de salud.

## Vida personal
Estaba casado y tenía dos hijos.
|  |